# Новый год в Великобритании

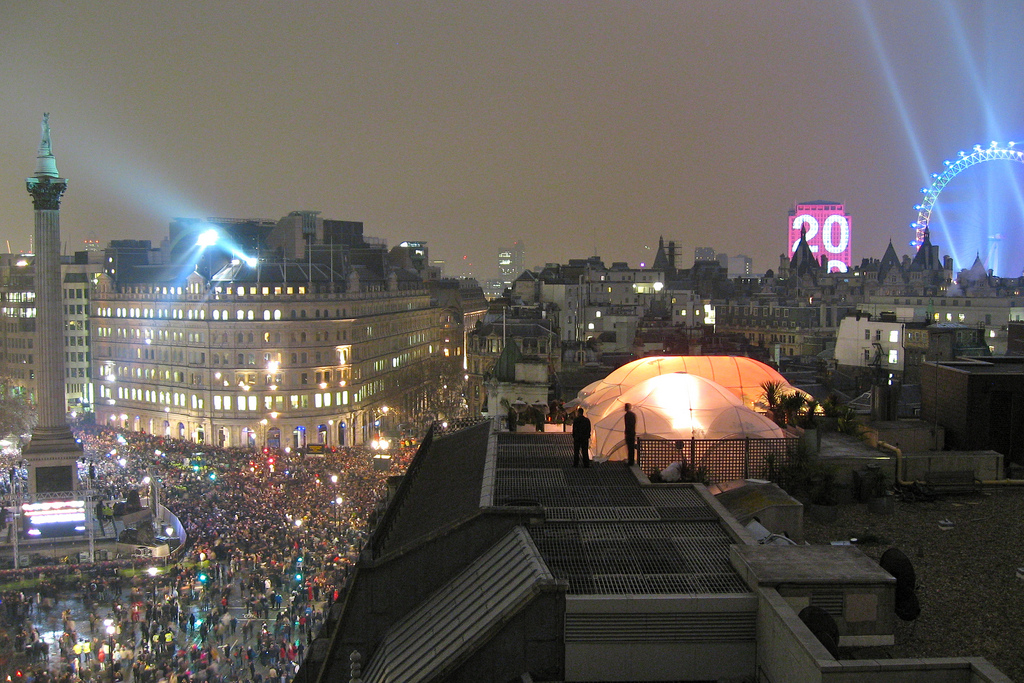
Празднование Нового года на Трафальгарской площади в Лондоне

В Великобритании празднование Нового года (англ. New Year) проходит в ночь с 31 декабря на 1 января по Григорианскому календарю. Новый год считается менее важным праздником, чем Рождество, и поэтому отмечается без подарков. Тем не менее в Шотландии всё наоборот.

## Праздничный стол
К излюбленным новогодним лакомствам британцев относятся: яблочный пирог, овсяные лепёшки круглой формы с отверстием посередине, пудинг, сыр кеббен, а из горячих блюд — жареный гусь, бифштексы. В Шотландии также выпекают необычный песочный торт с миндалём, орехами, марципановыми фигурками и национальными символами из сахара. Также хозяйки готовят индейку с каштанами и картофелем, тушёную брюссельскую капусту и мясные пироги. Традиционный английский новогодний напиток — пунш.

## Новогодние украшения
Обычно все новогодние украшения остаются в доме с Рождества — к ним относятся веточки остролиста, омелы и плюща, которые вешают над дверью, на люстры и настольные лампы. Разумеется, центральное место занимает нарядно украшенная ель.

## Подарки
В Великобритании не принято дарить дорогие и большие новогодние подарки, так как праздник считается лишь продолжением Рождества. Тем не менее близкие люди обмениваются полезными мелочами и сувенирами вроде брелоков, свечей или красивых чайных ложек. Подарки раздаются с помощью жребия. Также дарят небольшие открытки, сладости и ёлочные игрушки.

## Мероприятия
В конце декабря по улицам Лондона проходят праздничные шествия — Лондонский новогодний парад, в котором участвуют более десяти тысяч человек, включая музыкантов, фокусников и ряженых; Китайский парад с танцами, песнями и неотъемлемыми фейерверками; многие другие уличные карнавалы с участием Санта-Клауса и героев сказок — Мартовского Зайца, Панча, Шалтая-Болтая.

## Традиции и обычаи
С Новым годом в Британии связано много старинных ритуалов и наблюдений.
- Когда часы начинают бить полночь, открыть заднюю дверь дома и выпустить Старый год, а с последним ударом впустить Новый год в переднюю дверь.
- Если после двенадцатого удара в дом зайдёт молодой человек с тёмными волосами (первый гость), то наступивший год будет удачным. Первый гость должен принести хлеб, уголёк и щепотку соли. После того, как он сожжёт уголёк в камине, все поздравляют друг друга, а гостя, принесшего удачу, обязательно кормят[3].
- Влюблённые под бой Биг Бена целуются под омелой — считается, что это обеспечит им крепкие отношения в новом году. Поцелуй с тем, кто стоит под омелой в центре комнаты, по поверью, даёт удачу и счастье на весь грядущий год[3].
- На улице Королевская миля в Эдинбурге поджигать бочку с дёгтем и «избавляться» тем самым от всего старого, включая прошедший год[4].
- По телевидению показывать классику Голливуда: «Эта прекрасная жизнь» (1946), «Чудо на 34-й улице» (1947), «Магазинчик за углом» (1940), а из современного кинематографа — «Реальная любовь» (2003)[5].